# Hôtel de préfecture du Territoire de Belfort
L'hôtel de préfecture du Territoire de Belfort est un bâtiment administratif public situé à Belfort, en Franche-Comté.

Il abrite, depuis 1903, les services de préfecture du Territoire de Belfort.

## Localisation
L'édifice se situe sur la Place de la République, dans le centre-ville de Belfort.

## Histoire
À la suite du rattachement de l'Alsace-Lorraine en 1871 à l'Empire allemand, Belfort, jadis sous-préfecture du département alsacien du Haut-Rhin, resta en France. La ville deviendra le chef-lieu du Territoire de Belfort, crée en 1922.
Le pouvoir de préfecture est exercé par un administrateur, jusqu'au 11 mars 1922, puis par un préfet.
L’administration siège d'abord dans l’ancien hôtel de sous-préfecture, situé dans la vieille-ville, puis s'installe dans le nouvel hôtel de préfecture en 1903.
La construction de l'édifice actuel est décidée par le conseil général du Territoire de Belfort en 1899, et effectuée par la société A. Guidon, sous la direction de l'architecte Anthime Fleury de la Hussinière, de 1901 à 1903.
Le nouvel hôtel est inauguré le 21 juin 1903, par l’Administrateur du Territoire de Belfort, Jean Fleury, en présence du Ministre de
l’Agriculture, Léon Mougeot, et du Directeur du personnel du ministère de la Justice.
Les combles sont aménagées dès 1913 et une nouvelle aile est construite en 1990.
À l'été 1944, face à l'avance des Alliés, les Allemands évacuent Pierre Laval depuis Paris qui arrive à Belfort le 17 août, puis maréchal Pétain depuis Vichy qui lui y arrive le 21 août. Les deux hommes sont logés à l'hôtel de la Préfecture. Pétain, qui n'adresse plus la parole à Laval, est installé quelques jours plus tard, le 27 août, au château de Morvillars. Les deux hommes seront évacués le 7 septembre vers Sigmaringen en Allemagne.

## Architecture
L'édifice est réalisé, dans un style néo-classique, avec des pierres de taille issues des carrières du Mont de Cravanche et de Bavilliers, et couvert de toits mansardés en ardoise.
Côté place, l'édifice suit un plan en U. La disposition du corps de logis central et des deux ailes forment une cour d'honneur, dont le côté faisant face au corps de logis est fermé par une grille en fer forgé.

Côté jardin, l'édifice suit à l'origine un plan en L renversé, le corps de logis formant la base du L et l'aile, longeant la Rue Bartholdi, la hampe. L'ajout d'une aile parallèle en 1990, donne aujourd'hui au côté jardin de l'édifice un plan en U quasi symétrique à son côté place.
À l'intérieur des bâtiments, les planchers sont réalisés en béton armé, afin de pouvoir résister à un éventuel bombardement, et les pièces décorées dans un style éclectique (Henri II, Louis XV, Louis XVI).
Le jardin a quant à lui été planté par l'entreprise Kaufmann de Belfort, de 1902 à 1903.

## Source
- Histoire de l'hôtel de préfecture du Territoire de Belfort, sur le site officiel de la préfecture